# Tyler Joseph
Tyler Robert Joseph, född 1 december 1988 i Columbus, Ohio,  är en amerikansk sångare, rappare och låtskrivare. Han är huvudsångare, ukulelespelare och pianist i bandet Twenty One Pilots. Som soloartist gav han ut skivan No Phun Intended 2007 och han har medverkat på flera skivor inspelade med bandet.

## Diskografi
| År   | Titel            | Skivbolag    | Antal låtar |
| ---- | ---------------- | ------------ | ----------- |
| 2007 | No Phun Intended | Självutgivet | 20          |